# Schwetschkea brevipes
Schwetschkea brevipes là một loài Rêu trong họ Leskeaceae. Loài này được (Broth. & Paris) Broth. miêu tả khoa học đầu tiên năm 1909.